# Dark Magus
Dark Magus è un doppio album live di Miles Davis registrato il 30 marzo 1974 alla Carnegie Hall, New York, New York, U.S.A.. L'album è caratterizzato da un sound elettrico e dal genere musicale jazz-rock, definito anche come fusion, con tanti strumenti elettrici, pieno di improvvisazioni musicali e con una formazione che prevede tre chitarre elettriche e con Miles Davis che si alterna a suonare due strumenti, sia la tromba elettrica che l'organo. L'album venne pubblicato per la prima volta solo in Giappone nel 1977.

## Tracce

### Pubblicazione in Vinile 1977
Lato A
1. Moja, Pt. 1 – 12:28
2. Moja, Pt. 2 – 12:40

Lato B
1. Wili, Pt. 1 – 14:20
2. Wili, Pt. 2 – 10:44

Lato C
1. Tatu, Pt. 1 – 18:47
2. Tatu, Pt. 2 – 6:29

Lato D
1. Nne, Pt. 1 – 15:19
2. Nne, Pt. 2 – 10:11

### Pubblicazione in CD 1997
CD 1
1. Moja, Pt. 1 – 12:28
2. Moja, Pt. 2 – 12:40
3. Wili, Pt. 1 – 14:20
4. Wili, Pt. 2 – 10:44

CD 2
1. Tatu, Pt. 1 – 18:47
2. Tatu, Pt. 2 (Calypso Frelimo) – 6:29
3. Nne, Pt. 1 (Ife) – 15:19
4. Nne, Pt. 2 – 10:11

## Formazione
- Miles Davis – organo, tromba elettrica con Wah Wah
- Dave Liebman – flauto, sax soprano, sax tenore
- Azar Lawrence – sax soprano
- Pete Cosey – chitarra elettrica, sintetizzatore
- Reggie Lucas – chitarra elettrica
- Dominique Gaumont – chitarra elettrica
- Michael Henderson – basso elettrico
- Al Foster – batteria
- James Mtume – percussione
- Teo Macero – produttore